# Casale Maccabei
Casale Maccabei detta anche semplicemente Maccabei è una frazione dei comuni di San Leucio del Sannio e Benevento, nella provincia di Benevento, in Campania.

## Geografia
Posta lungo la sponda sinistra del fiume Sabato, al confine tra, diversi comuni beneventano, rientra sotto l'amministrazione di San Leucio del Sannio (che ne detiene la maggior parte) e la città di Benevento, si trova vicinissima alle frazioni beneventane di Santa Colomba e Monte Calvo, le frazioni Motta e Montorsi di Sant'Angelo a Cupolo, si trova lungo la strada che coduce tra Chianche e Ceppaloni, anche essi comuni vicinissimi a Maccabei.

## Storia
Il casale venne fondato il 12 dicembre 1576, con atto notarile di Antonio Cochiglia, la derivazione del nome venne attribuita alla famiglia Maccabeo della nobiltà beneventana, inizialmente fu proprietà dell'antico Monastero di S. Modesto (da non confondere con l'omonima chiesa nel centro storico beneventano), che rilevato nei documenti sin dal 1267, secondo le ipotesi storiche fu fondato già prima della fine del ducato longobardo, come abbazia tra il 758 e il 774, il monastero venne soppresso il 2 maggio 1799 su decreto del commissario francese Carlo Popp, fu ripristinata in seguito e fu nuovamente soppressa nel 1806, su decreto di Saint-Leon. La struttura divenne proprietà della famiglia Pacca all'inizio dell'1800.